# Посольство Мексики в России
Посо́льство Мексики в Российской Федерации (исп. Embajada de México en la Federación de Rusia) — официальная дипломатическая миссия Мексики в Российской Федерации, расположена в Москве в Хамовниках на Большом Лёвшинском переулке. Адрес посольства: 119034, Москва, Большой Лёвшинский переулок д. 4.
Кроме Российской Федерации к посольству также приписаны Армения и Белоруссия.
Посол Мексики в Российской Федерации Эдуардо Вильегас Мехиас (верительные грамоты вручены 5 апреля 2023 года).
Индекс автомобильных дипломатических номеров посольства — 051.

## История
Двусторонние отношения между Мексиканскими Соединёнными Штатами и Российской Федерацией развиваются в течение уже очень долгого времени и характеризуются атмосферой дружеских связей и взаимного сотрудничества.
Мексика и Российская Федерация схожи по своим базовым принципам, таким, как полное уважение международного права, нераспространение ядерного оружия, разоружение, уважение прав человека и мирное разрешение противоречий.
Первые контакты подданных Российской империей с тогда ещё колониальной Мексикой имели место в начале XIX века благодаря деятельности Российско-Американской компании. В 1812 году, после основания в районе бухты Сан-Франциско русского поселения Форт-Росс Мексика и Россия в лице её колоний обрели фактически общую границу, просуществовавшую 30 лет.
Дипломатические отношения между Российской империей и Мексикой были установлены в 1890 году. 11 декабря 1890 года в Мексику был назначен первый российский посланник Роман Романович Розен, до этого работавший консулом в Нью-Йорке. 1 августа 1891 года Р. Р. Розен вручил свои верительные грамоты президенту Мексики Порфирио Диасу. В том же году в Россию прибыл мексиканский посол Педро Ринкон Гальярдо-и-Террерос (исп. Pedro Rincón Gallardo y Terreros). Он в свою очередь вручил свои верительные грамоты Александру III.
На сегодняшний день намечен обширный план работы по интересующим обе страны темам, таким, как борьба с международной организованной преступностью, незаконный оборот психотропных и наркотических средств, борьба с терроризмом, реформа ООН и многие другие. Данный план работы помогает укрепить наши отношения.
Ко взаимному удовлетворению стран, в последние годы Мексика и Россия вступили в новый этап отношений, характеризующийся нарастающей динамикой сотрудничества в различных областях взаимного интереса.
Политический диалог между Правительствами стал более интенсивным в 2002 году, после вступления Мексики в Совет Безопасности ООН. Существует сходство между ролями, которые выполняют ООН и военные учреждения в международном контексте начала нового тысячелетия.
Начиная со вступления в должность Владимира Путина, состоялся ряд важных встреч на высоком уровне, среди которых особенно выделяются следующие: встреча между Президентами Мексики и России на Саммите АТЭС в Новой Зеландии в 1999 году, встречи в Шанхае и Китае в 2001 году, встречи на Саммите тысячелетия ООН в 2000 году, встречи на Саммите большой восьмерки в Эвиане, Франция, в 2003 году, а также встреча Президента Висенте Фокса Кесада с Председателем Правительства России Михаилом Касьяновым в 2002 году в рамках X Саммита АТЭС в Лос Кабос. Более того, в 1997 и 2000 годах два Министра иностранных дел Мексики посетили Российскую Федерацию, а в 1997 году Заместитель Председателя Правительства России Борис Немцов посетил Мексику.
Кроме того, в 1996 году были созданы три организации для достижения целей, указанных в плане двусторонней работы. Это: Смешанные комиссии по экономическому, торговому, научно-техническому сотрудничеству и морскому судоходству, а также Смешанная комиссия по сотрудничеству в области культуры и образования. Также был создан Механизм политических консультаций между Министерствами иностранных дел.
В ноябре 2003 года в Мексике прошёл Первый Форум Россия-Мексика: два опыта переходного периода. Данный Форум дал толчок двусторонним отношениям, благоприятствуя развитию интенсивного диалога касательно политического, предпринимательского и академического секторов и способствовал созданию новых проектов взаимного сотрудничества. В том же году Россия начала позиционировать себя как второй коммерческий партнёр Мексики среди европейских стран, не входящих в состав Европейского Союза.
Следует отдельно заметить, что работа и установление контактов в образовательной, культурной и научной областях также продолжают динамично развиваться. Таким образом, происходит улучшение взаимопонимания и гармонии между нашими Правительствами и народами. Мексика и Россия, как два главных действующих лица на международной арене, наслаждаются развитым диалогом и растущим интересом к потенциалам, указанных стан, их возможностям и специфики.
За последние годы увеличилось количество контактов на высоком уровне. Упомянем последние из них, прошедшие в 2009 году: визит Министра здравоохранения Мексики доктора Хосе Анхель Кордова Вильялобос и визит Министра энергетики Мексики доктора Гоергины Кессель, председательствовавшей в декабре на IV Заседании Российско-Мексиканской Смешанной комиссии по экономическому, торговому, научно-техническому сотрудничеству и морскому судоходству, в результате которой были пересмотрены основные направления сотрудничества между нашими странами.
В феврале 2010 года Министр иностранных дел Российской Федерации, Посол Сергей Лавров, встретился с Министром иностранных дел Мексики Патрисией Эспиносой Кантельяно на дружеской встрече, в ходе которой был выражен интерес обеих наших стран продолжить углубление отношений в атмосфере дружеской поддержки и взаимного сотрудничества. Больше информации об этом можно посмотреть здесь.

## Здания посольства
До 1917 года посольство Мексики находилось в Санкт-Петербурге по адресу Фурштатская улица, дом 15. В те годы в этом же здании размещались посольства Сербии и Италии.
В середине 1920-х годов посольство Мексики занимало бывший особняк Н. А. Терентьева в Петровском переулке (дом № 8).
Современное здание — Москва, Большой Лёвшинский 4. Прилегающий сквер на стрелке Большого Левшинского и Большого Могильцевского переулков с 2016 года носит имя Мигеля Идальго.

## Визовый режим с Россией и Украиной
При наличии действующей мексиканской визы электронное разрешение получать не нужно.
Гражданам России и Украины, имеющим действующую (всех категорий) визу Соединённых Штатов Америки или являющимся постоянными резидентами стран Шенгенской зоны, а также Японии, Соединённого Королевства Великобритании и Северной Ирландии, Канады или США, для посещения Мексики получение электронного разрешения или консульской визы не требуется.

### Электронное Разрешение Экспресс
Электронное Разрешение Экспресс, позволяет однократный въезд в Мексику в течение 30 дней с момента регистрации. Данное разрешение является бесплатным. Система электронного Разрешения позволяет гражданам России и Украины, родившимся на территории современной Российской Федерации и Украины соответственно, въехать на территорию Соединённых Мексиканских Штатов, не оформляя консульскую визу, если целью визита является туризм, транзит или деловая поездка.
Для того чтобы воспользоваться данной системой и получить электронное разрешение, необходимо выполнение следующих требований:

— Быть гражданином Российской Федерации или Украины, родившимся на территории современной Российской Федерации и Украины соответственно;
— Иметь действующий паспорт (для граждан РФ — загранпаспорт).
Заполнить анкету на получение электронного разрешения можно по следующему электронному адресу:

http://www.inami.gob.mx/index.php/page/Inicio_Autorizacion_Electronica/ru.html
Если разрешение получено, необходимо его распечатать и предъявить на регистрационной стойке авиакомпании, услугами которой Вы воспользуетесь для перелета.
По прибытии в Мексику, на борту самолёта или в аэропорту, необходимо заполнить Миграционную Форму и в пункте въезда в страну предъявить данную Форму, электронное разрешение и действующий паспорт федеральному агенту Миграционной Службы, который произведет их проверку.
!Срок действия СЭР («Системы электронного Разрешения») составляет 30 календарных дней с момента регистрации, оно позволяет однократный въезд в Мексику. В связи с вышеизложенным, желательно, чтобы срок поездки в Мексику строго совпадал со сроком действия разрешения.
Если ответ на запрос СЭР не пришел, необходимо обратиться за консульской визой в Консульский отдел Посольства Мексики в РФ.

### Консульская виза
Консульская виза является многократной и действует от 180 дней до 10 лет, по решению Заведующего Консульским отделом. Консульская виза — платная.

#### Виза на 6 месяцев
Для получения визы на 6 месяцев следует предоставить следующие документы:
1. Действующий загранпаспорт, его оригинал и копия первой страницы.
2. Одна фотография 3х4, без уголков и овалов, цветная, недавно сделанная, на белом фоне, без очков, лицо полностью открыто.
3. Если человек, подающий документы, не гражданин страны, в которой он подает документы на визу, то он должен предоставить копию и оригинал документа, подтверждающего его легальное пребывание на территории Российской Федерации.
4. Предоставить документы:
4.1 Подтверждение платежеспособности
— Оригинал и копия банковского счета за последние 6 месяцев со средним ежемесячным сальдо (более 2400 долларов), равным минимальной зарплате за 500 дней в городе Мехико.
— Оригинал и копия справки о зарплате за последние 6 месяцев, с минимальной заработной платой 715 долларов в месяц, что равняется минимальной зарплате за 150 дней в городе Мехико. К справке о заработной плате следует приложить копии действующих виз.
— Иностранные граждане, обучающиеся в высших учебных учреждениях, должны предоставить оригинал справки из учебного учреждения, справку о заработной плате, пособиях или стипендии.
4.2 Владение недвижимостью
— Оригинал и копия документа о наличии недвижимого имущества, зарегистрированного на заинтересованное лицо. Следует также приложить к данному документу справку с работы за год.
— Оригинал и копия документа о наличии недвижимого имущества, зарегистрированного на заинтересованное лицо. Если соискатель владеет собственной фирмой или участвует в долевом владении более двух лет, необходимо приложить документ, подтверждающий данное право и заверенный в соответствующем органе.
4.3 Письмо-Приглашение
Приглашение, в котором должны быть указаны данные заинтересованного лица и приглашающей компании: полное имя заявителя или заинтересованного лица, гражданство; название организации, её регистрационный номер, адрес, информация о том, какую деятельность будет выполнять заявитель (деятельность заявителя должна быть связана с деятельностью компании); примерная длительность пребывания в Мексике заявителя или дата вылета. В случае если принимающая сторона оплачивает пребывание соискателя в Мексике, а также его возвращение на родину, следует указать это в приглашении. Необходимо приложить удостоверение личности человека, подписывающего приглашение. А также документы, подтверждающие способность заинтересованного лица выполнять деятельность, для которой он приглашается в Мексику.

#### Виза на 10 лет
Для получения визы на 10 лет следует предоставить следующие документы:
1. Оригинал и копия первой страницы действующего загранпаспорта.
2. Одна фотография 3х4, без уголков и овалов, цветная, недавно сделанная, на белом фоне, без очков, лицо полностью открыто.
3. Если заинтересованное лицо не является гражданином страны, в которой он подает документы на визу, то он должен предоставить копию и оригинал документа, подтверждающего его легальное пребывание на территории Российской Федерации.
4. Следующие документы
4.1 Подтверждение платежеспособности.
— Оригинал и копия банковского счета за последние 12 месяцев со средним ежемесячным сальдо(2400 долларов), равным минимальной зарплате за период 500 дней в городе Мехико.
— Оригинал и копия справки о зарплате за последние 6 месяцев с минимальной заработной платой в 1400 долларов, что равняется минимальной зарплате за период 300 дней в городе Мехико. К справке о заработной плате следует приложить копии действующих виз.
4.2 Наличие виз в другие страны
Копия страниц паспорта, содержащих действующие визы или печати миграционной службы.
4.3 Выдающиеся достижения человека
— Документы, подтверждающие народное или международное признание достижений человека, и указание этих достижений. Это касается выдающихся ученых, исследователей, артистов, спортсменов, журналистов.
4.4 Родственник гражданина Мексики
Документы, подтверждающие родство: свидетельство о браке, свидетельство о рождении.

## Список послов Мексики в России
|      | Назначен    | Аккредитован | Имя                                           | Комментарий        | Назначен                          | Представлен       | Отъезд     |
| ---- | ----------- | ------------ | --------------------------------------------- | ------------------ | --------------------------------- | ----------------- | ---------- |
| 1864 | 21.06.1864  | 05.09.1864   | Франсиско Серапио Мора                        |                    | Максимилиано I                    | Александр II      | 08.12.1867 |
| 1891 | 15.01.1891  | 23.12.1891   | Педро Ринкон Гальярдо-и-Террерос              |                    | Порфирио Диас                     | Александр III     | 17.07.1893 |
| 1899 | 11.10.1899  | 26.06.1900   | Педро Ринкон Гальярдо-и-Террерос              |                    | Порфирио Диас                     | Николай II        | 11.07.1903 |
| 1900 | 25.09.1901  |              | Мигель Коваррубиас Акоста                     | Поверенный в делах | Порфирио Диас                     | Николай II        | 23.04.1903 |
| 1903 | 02.05.1903  |              | Энрике Оларте                                 | Поверенный в делах | Порфирио Диас                     | Николай II        | 10.07.1904 |
| 1904 | 22.04.1904  |              | Рамон Г. Пачеко                               | Поверенный в делах | Порфирио Диас                     | Николай II        | 12.06.1907 |
| 1907 | 01.02.1907  | 21.06.1907   | Карлос Америко Лера                           |                    | Порфирио Диас                     | Николай II        | 26.07.1912 |
| 1912 | 09.01.1912  | 26.11.1912   | Бартоломе Карбахаль-и-Росас                   |                    | Франси́ско Игна́сио Маде́ро Гонса́лес | Николай II        | 19.04.1913 |
| 1913 | 08.05.1913  | 03.06.1913   | Мигель Коваррубиас Акоста                     |                    | Хосе́ Викториа́но Орте́га Уэ́рта      | Николай II        |            |
| 1913 | 30.12.1913  | 25.06.1914   | Бальбино Давалос                              |                    | Хосе́ Викториа́но Орте́га Уэ́рта      | Николай II        | 31.08.1914 |
| 1914 | 05.09.1914  |              | Мигель Коваррубиас Акоста                     | Поверенный в делах | Венустиано Карранса де ла Гарса   | Николай II        | 20.01.1915 |
| 1915 | 01.05.1915  |              | Исидро Фабела Альфаро                         | Личный посланник   | Венустиано Карранса де ла Гарса   | Николай II        | 04.08.1915 |
| 1915 | 04.08.1915  |              | Хуан Санчес-Аскона-и-Диас Коваррубиас         | Личный посланник   | Венустиано Карранса де ла Гарса   | Николай II        | 17.04.1917 |
| 1924 | 01.11.1924  | 19.11.1924   | Басилио Вадильо                               |                    | Плутарко Элиас Кальес             | Михаил Калинин    | 08.05.1928 |
| 1929 | 01.01.1929  | 15.02.1929   | Хесус Сильва Эрцог                            |                    | Эмилио Портес Хиль                | Михаил Калинин    | 01.03.1930 |
| 1930 | 06.01.1930  |              | Фернандо Матти Саувинет                       | Поверенный в делах | Паскуаль Ортис Рубио              | Михаил Калинин    | 22.01.1930 |
| 1943 | 01.01.1943  | 12.04.1943   | Луис Кинтанилья дель Валье                    |                    | Мануэль Авила Камачо              | Михаил Калинин    | 01.08.1943 |
| 1943 | 01.08. 1943 |              | Луис Кинтания дель Вае                        |                    | Мануэль Авила Камачо              | Михаил Калинин    | 07.04.1945 |
| 1944 | 01.11.1943  | 01.02.1945   | Нарсисо Бассольс Баталья                      |                    | Мануэль Авила Камачо              | Михаил Калинин    | 30.06.1946 |
| 1946 | 01.08.1946  | 18.10.1946   | Луис Санчес Понтон                            |                    | Мигель Алеман Вальдес             | Николай Шверник   | 13.03.1947 |
| 1947 | 13.03.1947  | 09.05.1947   | Лусиано Хосе Хоубланк Ривас                   |                    | Мигель Алеман Вальдес             | Николай Шверник   | 30.08.1949 |
| 1950 | 01.02.1950  |              | Херман Л. Ренноу Хей                          | Поверенный в делах | Мигель Алеман Вальдес             | Николай Шверник   | 12.09.1953 |
| 1953 | 12.09.1953  | 30.11.1953   | Хосе Максимилиано Альфонсо де Росенцвейг Диас |                    | Адольфо Руис Кортинес             | Климент Ворошилов | 31.12.1959 |
| 1959 | 28.12.1959  |              | Эрнесто Мадеро Васкес                         | Поверенный в делах | Адольфо Лопес Матеос              | Климент Ворошилов | 11.12.1961 |
| 1961 | 27.07.1961  | 06.10.1961   | Габриэль Лусио Аргуэльес                      |                    | Адольфо Лопес Матеос              | Леонид Брежнев    | 15.11.1964 |
| 1965 | 01.02.1965  | 15.04.1965   | Хосе Эсекьель Итурриага Сауко                 |                    | Густаво Диас Ордас                | Анастас Микоян    | 02.01.1967 |
| 1967 | 01.01.1967  | 24.02.1967   | Карлос Сапата Вела                            |                    | Густаво Диас Ордас                | Никита Подгорный  | 01.06.1971 |
| 1971 | 18.05.1971  |              | Альфонсо Эррера-Сальседо Гонсалес             | Поверенный в делах | Луис Эчеверриа Альварес           | Никита Подгорный  | 10.04.1972 |
| 1972 | 01.03.1972  | 10.04.1972   | Роке Антонио Гонсалес Саласар                 |                    | Луис Эчеверриа Альварес           | Никита Подгорный  | 01.03.1975 |
| 1975 | 07.02.1975  | 13.05.1975   | Виктор Мануэль Флорес Олеа                    |                    | Луис Эчеверриа Альварес           | Никита Подгорный  | 01.01.1977 |
| 1977 | 14.03.1977  | 29.03.1977   | Рохелио Мартинес Агилар                       |                    | Хосе Лопес Портильо               | Никита Подгорный  | 31.03.1980 |
| 1980 | 28.02.1980  | 02.06.1980   | Антонио Каррильо Флорес                       |                    | Хосе Лопес Портильо               | Василий Кузнецов  | 05.10.1981 |
| 1981 | 05.10.1981  | 20.10.1981   | Хорхе Диас Серрано                            |                    | Хосе Лопес Портильо               | Василий Кузнецов  | 16.04.1982 |
| 1982 | 15.04.1982  | 01.05.1982   | Густаво Ромеро Кольбек                        |                    | Мигель де ла Мадрид Уртадо        | Василий Кузнецов  | 21.12.1982 |
| 1982 | 15.03.1982  |              | Антонио Дуэньяс Пулидо                        | Поверенный в делах | Мигель де ла Мадрид Уртадо        | Василий Кузнецов  | 19.08.1983 |
| 1983 | 01.03.1983  |              | Орасио Флорес де ла Пенья                     |                    | Мигель де ла Мадрид Уртадо        | Василий Кузнецов  | 25.04.1988 |
| 1988 | 20.04.1988  | 07.06.1988   | Хосе Бремер де Мартино                        |                    | Карлос Салинас де Гортари         | Андрей Громыко    | 13.08.1990 |
| 1988 | 23.06.1988  |              | Фернандо Эскамилья Маркес                     | Поверенный в делах | Карлос Салинас де Гортари         | Андрей Громыко    | 15.02.1992 |
| 1990 | 21.07.1990  | 06.11.1992   | Карлос Алехандро Тельо Масиас                 |                    | Карлос Салинас де Гортари         | Михаил Горбачёв   | 05.02.1994 |
| 1994 | 03.03.1994  |              | Хуан Пабло Дуч Мартинес                       | Поверенный в делах | Эрнесто Седильо Понсе де Леон     | Борис Ельцин      | 06.04.1995 |
| 1995 | 02.02.1995  | 06.04.1995   | Хосе Анхель Абелардо Тревиньо Мартинес        |                    | Эрнесто Седильо Понсе де Леон     | Борис Ельцин      | 28.05.1999 |
| 1999 | 13.09.1999  | 15.05.2000   | Лусиано Эдуардо Жоубланк Монтаньо             |                    | Эрнесто Седильо Понсе де Леон     | Борис Ельцин      | 04.07.2007 |
| 2007 | 30.03.2007  | 11.12.2007   | Альфредо Рохерио Перес Браво                  |                    | Фелипе Кальдерон Инохоса          | Владимир Путин    | 21.04.2012 |
| 2012 | 21.04.2012  |              | Пабло Адриан Лосано Лосано                    | Поверенный в делах | Фелипе Кальдерон Инохоса          | Владимир Путин    | 28.04.2013 |
| 2013 | 14.01.2013  | 24.01.2013   | Рубен Альберто Бельтран Герреро               |                    | Пенья Ньето, Энрике               | Владимир Путин    | 11.06.2016 |
| 2012 | 11.06.2016  |              | Хоакин Пастрана Уганда                        | Поверенный в делах | Пенья Ньето, Энрике               |                   | 19.06.2017 |
| 2016 | 27.04.2017  | 20.06.2017   | Норма Берта Пенсадо Морено                    |                    | Пенья Ньето, Энрике               | Владимир Путин    |            |
| 2022 | 04.04.2022  | 05.04.2023   | Мехиас, Эдуардо Вильегас                      |                    | Лопес Обрадор, Андрес Мануэль     | Владимир Путин    |            |

Перечень послов Мексики в России.